# 戴喜云
戴喜云（Tye Kee Yoon，1849年—1919年），原名春荣，字欣然，号喜云，广东大埔人，马来亚富商，曾任清廷驻槟榔屿副领事，清廷驻海峡殖民地代总领事等职。

## 生平
1873年戴喜云24岁，家贫，只身由大埔到马来亚槟城谋生，白手起家，先当小贩，后来到霹雳州太平一间中药铺门前摆一个算命和代客写信的小摊子；后来药铺老板请他当书记 。1885年，药铺原老板因经营不得法，生意失败，乃将药铺交老伙计戴喜云承顶 ，改名杏春堂。不久，时来运转，马来亚中药业蓬勃发展，杏春堂药铺发达起来，他又在槟城、怡保开设杏春堂分店，还将业务扩展到矿山、农业和典当业，不出二十年，戴喜云成为二十世纪初的槟城地产王，拥有槟城市区最多地产，成为马来亚巨富
戴喜云还涉足酒店业。
1907年-1910年，戴喜云被清廷任命为驻槟榔屿副领事，接替梁辉，1911年，升任驻新加坡的南洋代总领事。
戴喜云1919年逝于槟城,享年70岁，据当地报纸报道，戴喜云是当时槟城首富。
喜云生前立戴氏家族信托，规定戴氏家族产业，包括领事馆所在的“五层楼建筑”至少在三代人之前不得转让或出售，产业所得到10%，必须用于教育事业.

## 家属
妻子Khoo Lye Neoh（郭丽娘，谐音），于1913年四月6日，在槟城逝世。
戴喜云有四子。
长子戴芷汀，字培基，生于1871年。曾先后在福建省两个府当过知府。到槟城后，担任槟城潮州会馆的财政，一直到1938年。
次子Tye Siok Guan 戴淑原，又名戴培元（1887-1944）。辛亥革命后，清政府被推翻，戴喜云下台，民国孙中山大总统任命戴喜云的二儿子戴淑原为槟榔屿的领事。1939年戴淑原响应胡文虎的号召，创立槟城客属公会，并出任第一届会长1944你戴淑原在槟城逝世。           
三子Tye Keat Kwong（音），1915年8月5日，与中国驻英國公使劉玉麟（Lew Yuk-Lin）之长女刘小姐在澳门结婚.1919年9月8日在美国进修的戴吉光不幸逝世
四子Tai Tsz Ten（戴泽天 音）
女儿，Khoo Chye Hean夫人，1913年11月14日逝世。
孙Tye Soo Cheong（戴素宗 音），戴淑原之子，香港大学毕业，1938年５月娶 Marbel Hu 为妻。戴素宗的表兄黄岩凯（Huang Yen Kai）是1933年-1934年中国驻槟城副领事。
孙Tye Kean Lin（戴今麟 音），戴泽天之子，1967年2月26日逝世；孙媳Leong Kwai Yoong （梁快荣 谐音）。戴今麟无男丁，育有一女Tye Poh Poh（戴宝宝 谐音）。
孙  戴淮清  新加坡 星洲日报 主编
曾孙戴志华，戴淑原唯一的男孙s

## 慈善家

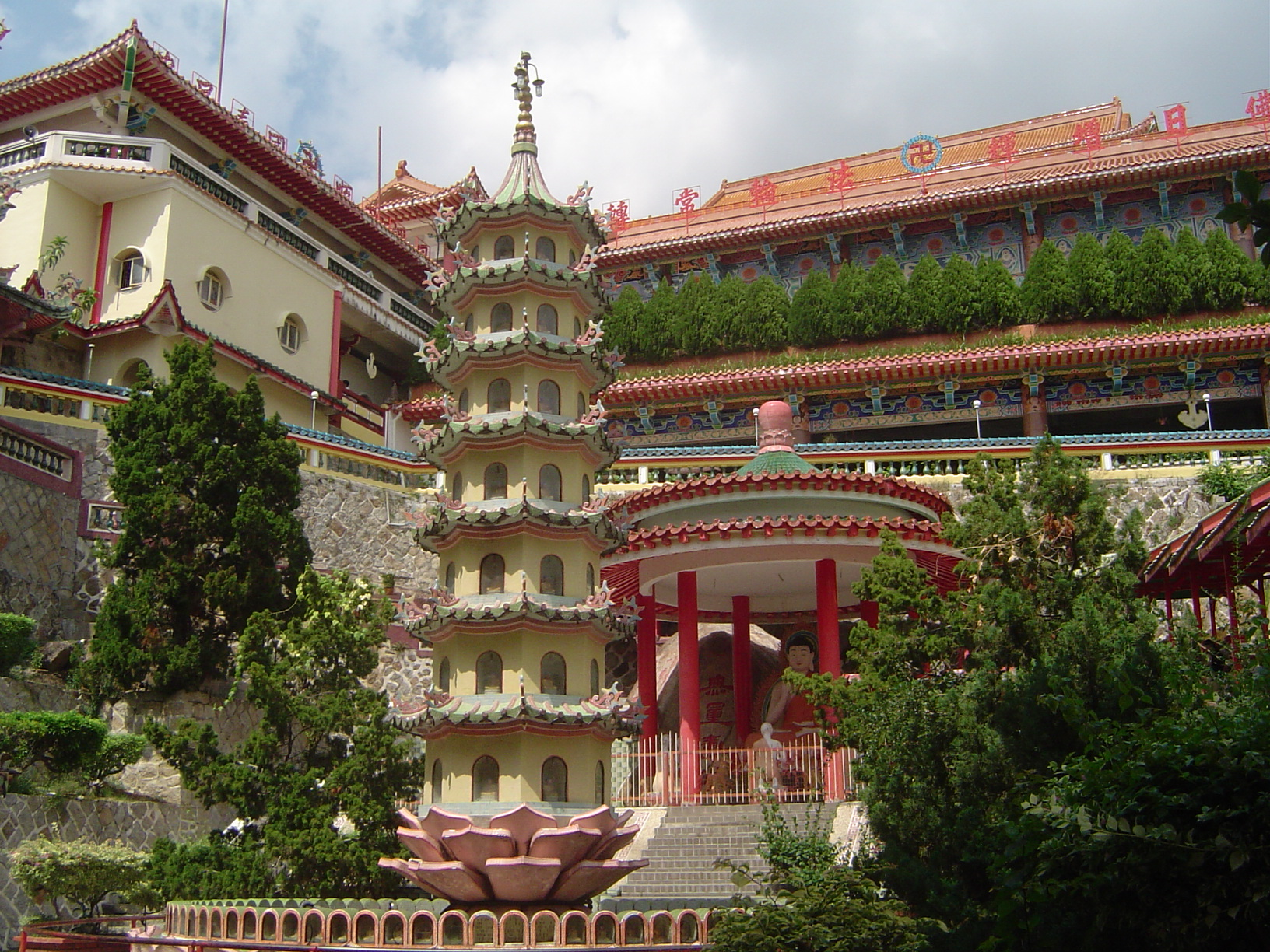
槟城极乐寺

戴喜云热心教育及其他公益事业。1901年曾在大埔县家乡捐款兴办学校，也向新加坡、槟榔屿等地华校捐助15万元；
他捐助的机构包括
- 槟城极乐寺 （页面存档备份，存于）
- 槟城爱德华国王纪念医院（ King Edward Memorial Hospital）
- 槟城基督复临安息日医院（Adventist Hospital）
- 槟城槟城免费学校（Penang Free School）
- 槟城南华医院
- 槟城中华孔子学院
- 槟城时中学校

1907年捐米粮10万担，救济大埔县灾民
戴喜云屡捐巨款赈灾兴学，社会影响巨大,曾获大清政府賜予同知衔、道衔、盐运使衔,曾被委任为驻摈城领事,并获二品衔,一品封典。 1911 年又委其兼任驻新加坡领事。

## 纪念与遗迹
戴喜云死后，英殖民地政府在槟城命名一条“戴喜云路（Jalan  Tye Kee Yoon）作为纪念。
大埔县城郊印山麓，建有戴公碑亭，纪念戴公。
槟城时中分校旧址，当地人称为Goh Chan Lau（五层楼），原是一栋豪华的大厦，戴喜云在1908年买下，设立为大清国槟城领事馆
槟城的荷花河路（Leith Street）14号是张弼士故居张弼士大厦，隔壁就是戴喜云故居戴喜云大厦 （页面存档备份，存于）